# 포파라
포파라 (키릴 문자: попара, 그리스어: παπάρα, papara, 튀르키예어: papara)는 빵으로 만든 요리이다. 일반적으로 빵은 오래되거나 딱딱하며 두꺼운 껍질을 가지고 있어야 한다. 뜨거운 차, 우유 또는 물에 적신다. 설탕, 벌꿀, 버터, 치즈가 자주 첨가된다. 주로 불가리아, 그리스, 세르비아, 보스니아 헤르체고비나, 북마케도니아, 튀르키예, 크로아티아, 몬테네그로에서 만들어진다.

## 같이 보기
- 빵 수프
- 구디
- 티리트
- 튜리야